# Susanne Ellensohn
Susanne Ellensohn (* 13. März 1943 in Kindberg) ist eine österreichische Schriftstellerin, die vor allem als Kinder- und Jugendbuchautorin in Erscheinung tritt und seit 1986 in St. Gallen in der Schweiz lebt.

## Leben
Susanne Ellensohn wurde am 13. März 1943 als Tochter des Bienenzüchters Josef Wrisnig in der damaligen obersteirischen Marktgemeinde Kindberg geboren. Nach der allgemeinen Schulausbildung besuchte sie vier Jahre lang die Ortweinschule in Graz und war nach ihrem Abschluss an dieser einige Zeit als Stickereizeichnerin tätig. Danach war sie jahrelang journalistisch tätig, lebte und arbeitete rund 15 Jahre im Ausland mit Aufenthalten in Argentinien, Marokko, Nigeria und England. Eines ihrer ersten veröffentlichten Werke war der 1982 im Europäischen Verlag erschienene Kriminalroman Der Tote in Basel. Weitere Krimis aus der Feder Ellensohns waren Irrtum der Natur. Makabre Geschichten (1993, Basta Verlag, Zürich) oder blütenweiss bis rabenschwarz (als Mitautorin, 2002, Limmat Verlag, Zürich).
Noch ab den 1980er Jahren konzentrierte sich Ellensohn vermehrt auf die Kinder- und Jugendliteratur und veröffentlichte in den 1980er und 1990er Jahren auch Kinderhörspielkassetten und -beiträge für den österreichischen, deutschen und Schweizer Rundfunk. Ihre beiden Hörspielkassetten Der unheimliche Besucher und Der unsichtbare Räuber wurden unter anderem von der Vereinigung zur Förderung Züricher Jugendtheater mit dem Prädikat „empfohlen“ ausgezeichnet. Neben den diversen Kinderhörspielen brachte der ORF auch zwei Geschichten aus ihrer Reihe Irrtum der Natur heraus; ebenso über das ORF-Studio Graz, den achtteiligen Radioroman Liebe ist eine Zweibahnstraße. Dieser wurde zu dieser Zeit auch mit einem ersten Preis ausgezeichnet. Außerdem zeigte sich Ellensohn für das Theaterstück Die verschwundene Krone, das in den Jahren 1997 und 1998 mehrmals auf der St.Galler Bühne aufgeführt wurde, verantwortlich.
Nach 1988 wurde ihr 1998 ein weiteres Mal der Anerkennungspreis für Kinder- und Jugendliteratur des Landes Steiermark verliehen. Ihr bis dahin unveröffentlichtes Manuskript Der lange Hans oder Die heimliche Flucht wurde 1999 mit dem Astrid-Lindgren-Preis ausgezeichnet und in weiterer Folge im Verlag Friedrich Oetinger, der auch besagten Preis verlieh, verlegt. Weitere Werke aus dem Bereich der Kinder- und Jugendliteratur waren das ebenfalls noch 1999 veröffentlichte Bilderbuch Die Prinzessin und der Räuber (Illustration: Lisa Gangwisch) oder das 2002 veröffentlichte Bilderbuch Der verlorene Zauberstab (Illustration: Klára Cechová), die beide im Baseler Friedrich Reinhardt Verlag erschienen. 2002 wurde durch den Stadtrat von St. Gallen ein mit 10.000 Schweizer Franken dotierter Werkbeitrag an Susanne Ellensohn vergeben.
Im Staatsarchiv St. Gallen befindet sich seit 1999 ein Dossier zu Susanne Ellensohn.

## Privates
Während ihrer Zeit als Stickereizeichnerin heiratete sie 1965 den Stickereitechniker Harry Ellensohn, mit dem sie die Kinder Celina (* 1973) und Jahn (* 1984) bekam. Seit 1986 lebt die Familie in St. Gallen.

## Werke (Auswahl)

### Kinder- und Jugendbücher
- 1999: Der lange Hans oder Die heimliche Flucht (Jugendroman)
- 1999: Die Prinzessin und der Räuber (Bilderbuch)
- 2002: Der verlorene Zauberstab (Bilderbuch)

### Krimis
- 1982: Der Tote in Basel (Kriminalroman)
- 1993: Irrtum der Natur. Makabre Geschichten
- 2003: blütenweiss bis rabenschwarz. 7 Porträts von St. Galler Frauen (als Mitautorin; später blütenweiss bis rabenschwarz: St. Galler Frauen – 200 Porträts)

### Kinderhörspielkassetten
- 1992: Serie Abenteuer im Zauberwald
- Der unheimliche Besucher
- Der unsichtbare Räuber
- Der verschwundene Hexenbesen
- Der Zauberer auf dem Glasberg

### Anthologiebeiträge
- 1997: Drei Kurzgeschichten in: Aussen und Innen
- 2000: Kurzgeschichten für Kinder in: Von Gestern und Morgen

### Kinderhörspiele für denORF(1987–1992)
- Der verlorene Zauberstab
- Die Vogelschere
- Der Mann im schwarzen Mantel
- Ulrich, der kluge Frosch
- Die neugierige Gans
- Gullivers Reisen nach J. Swift (zweiteilig)
- Die Nacht im Jägerhaus nach F. Hebbel
- Der Mord im Bodensee (zweiteilig)
- Der Schatz des einäugigen Piraten (zweiteilig)

### Kinderhörspiel fürDRS Zürich(1992)
- Das Karpathenschloß nach J. Verne (zweiteilig)

### Abendgeschichten fürSWR Stuttgart(1992–ca. 1998)
- 23 Geschichten

### Hörspiele
- Zwei Geschichten aus Irrtum der Natur (ORF)
- Liebe ist eine Zweibahnstraße (Radioroman in 8 Folgen; ORF Studio Graz)

### Kindertheaterstücke
- 1997/98: Die verschwundene Krone (mehrmals auf der St.Galler Bühne aufgeführt)